# Хоанка (Видра)
Хоанка (рум. Hoancă) насеље је у Румунији у округу Алба у општини Видра. Oпштина се налази на надморској висини од 1010 m.

## Становништво
Према подацима из 2002. године у насељу је живело 8 становника, од којих су сви румунске националности.